# Jerry Quarry
Pour les articles homonymes, voir Quarry.
Jerry Quarry est un boxeur américain né le 15 mai 1945 à Bakersfield, Californie, et mort le 3 janvier 1999. Il fut parmi les boxeurs les mieux classés de la fin des années 60 et du début des années 70, combattant plusieurs champions du monde dont Floyd Patterson, Jimmy Ellis, Joe Frazier et Mohamed Ali.

## Carrière

### Débuts
Vainqueur en amateur des Golden Gloves dans la catégorie poids lourds en 1965, il passe professionnel la même année, combattant pour la première fois le 7 mai. Jusqu'en mai de l'année suivante, il remporte 17 victoires pour 3 matchs nuls, avant de connaître sa première défaite aux points face à l'expérimenté Eddie Machen le 17 juillet, qui domine le combat et nargue Quarry. Après 6 nouvelles victoires, dont une contre le challenger mondial Brian London, il fait un match nul contre l'ancien champion du monde Floyd Patterson le 9 juin 1967, les deux hommes ayant été à terre. 

### Prétendant au titre de champion du monde poids lourds
La revanche contre Floyd Patterson a lieu le 28 octobre 1967, lors des quarts de finale d'un tournoi éliminatoire pour le championnat du monde poids lourds, la ceinture étant vacante après que la WBA l'ait retirée à Mohamed Ali. Quarry envoie Patterson à terre dans les 2e et 4e reprises et remporte le match par décision majoritaire des juges. Le 3 février 1968, il affronte le n°2 mondial Thad Spencer en demi-finale du tournoi. Quarry envoie son adversaire à terre lors des rounds 4 et 10. Thad Spencer sévèrement touché, l'arbitre arrête le boxeur dans les dernières secondes du combat. 
Le championnat du monde poids lourds WBA est organisé le 27 avril 1968. Avec un palmarès de 26 victoires, 1 défaite et 4 nuls, Jerry Quarry est donné favori face à son adversaire Jimmy Ellis, qui a plus souvent connu la défaite. Jimmy Ellis l'emporte néanmoins par décision majoritaire à l'issue des 15 rounds. 

### Jerry Quarry contre Joe Frazier
Après 5 victoires consécutives, dont une victoire par décision unanime contre Buster Mathis, Jerry Quarry fait face à Joe Frazier le 23 juin 1969, pour le titre de champion NYSAC au Madison Square Garden de New-York. Invaincu en 23 combats, Frazier part favori. Les deux boxeurs s'affrontent avec de puissants crochets, dans un combat très violent. Frazier prend bientôt l'avantage aux points mais Quarry reste très actif. A l'issue du 4e round, son œil droit commence à saigner et à gonfler. A l'issue du 7e round, Quarry est aveugle de l'œil droit et arrêté par l'arbitre, il connait sa troisième défaite. Ring Magazine nomme cet affrontement combat de l'année 1969. 
Après une nouvelle victoire face à Brian London, qu'il met KO au 2e round, Quarry affronte George Chuvalo le 12 décembre 1969 . En avance aux points sur les cartes des juges, son œil est néanmoins fortement gonflé une nouvelle fois, et il est mis à terre par un crochet gauche de Chuvalo au 7e round. Pour la première fois, il est battu par KO.

### Jerry Quarry contre Mohamed Ali
De mars à septembre 1970, Quarry enchaine 4 victoires, dont une contre le boxeur invaincu Mac Foster. Il est classé N°2 par la WBA lorsque le 26 octobre, il a l'occasion de rencontrer Mohamed Ali qui fait son retour sur le ring après 3 ans et 7 mois d'absence. Ce dernier surclasse Quarry en vitesse dès le début du combat, ouvre son œil dans le 3e round, Quarry doit être arrêté à cause de cette coupure qui nécessitera 15 points de suture.
Quarry aligne néanmoins 6 victoires de rang avant de rencontrer une nouvelle fois Ali le 27 juin 1972 pour le titre de champion nord-américain NABF. Ali domine une nouvelle fois la rencontre, Quarry ne remportant pour les juges aucun des 6 premiers rounds, avant d'être arrêté tôt dans la 7e reprise par l'arbitre, visiblement trop éprouvé pour continuer.

### 1973
Quarry reste un boxeur en vue, réalisant une riche année 1973. Le 5 janvier, il combat Randy Neumann, qui est arrêté par le docteur après le 7e round. Le 9 février, il affronte Ron Lyle, challenger invaincu en 19 combats et futur prétendant mondial . Lyle est plusieurs fois durement touché, et perd largement par décision unanime des juges. Après avoir battu James J Woody par KO technique en 2 rounds, il bat Tony Doyle par KO technique en 4 rounds le 10 septembre, 8 ans après avoir fait match nul contre ce dernier.
Il termine l'année en combattant Earnie Shavers le 12 décembre, considéré comme un des plus redoutables punchers de l'histoire de la boxe , qui a récemment battu Jimmy Ellis par KO au premier round. C'est néanmoins Quarry qui surprend Shavers au milieu du premier round de leur combat, l'envoyant à terre d'une droite suivie d'une gauche. Shavers se relève mais essuie une sévère série de coups de Quarry qui pousse l'arbitre à arrêter le combat.

### Dernières années professionnelles
À la suite de ses bons résultats, le 17 juin 1974, Jerry Quarry fait une nouvelle fois face à Joe Frazier, 5 ans après leur premier combat. L'affrontement est d'un style similaire au précédent, les deux hommes se battant à coups de crochets. Frazier prend l'avantage, et envoie Quarry à terre en fin de 4e reprise. Dans la 5e, ce dernier subit beaucoup et est arrêté par l'arbitre Joe Louis. Après une nouvelle victoire, Quarry est classé 5e challenger mondial et le 24 mars 1975, il combat l'homme classé 4e, Ken Norton, pour le titre de champion nord-américain NABF. Ken Norton s'empare du premier round, Quarry réplique dans les deux reprises suivantes, mais il est une nouvelle fois coupé au visage et bientôt aveuglé. Norton prend l'avantage, Quarry prend beaucoup de coups jusqu'à ce que le combat soit arrêté dans la 5e reprise, voyant la 8e défaite de Quarry qui se retire des rings.
Quarry fera trois retours : Deux ans après son dernier combat, le 5 novembre 1977, face à l'ancien champion d'Italie Lorenzo Zanon. Ce dernier remporte les 8 premiers rounds sur les cartes des juges, mais Zanon est mis à terre par un crochet du droit de Quarry qui l'emporte par KO technique dans la 9e et avant-dernière reprise. Il ne combat pas pendant 6 ans, puis en 1983, remporte deux combats face à deux boxeurs inconnus. Il tente un dernier retour en 1992 à 47 ans, comme plusieurs boxeurs inspirés par le come-back de George Foreman qui combat avec succès à un âge avancé. Mais Quarry est battu par décision des juges contre Ron Cranmer, comptant plus de défaites que de victoires. Ce sera son dernier combat.

## Distinction
- Frazier - Quarry I est élu combat de l'année en 1969 par Ring Magazine.